# Marcelo Viana

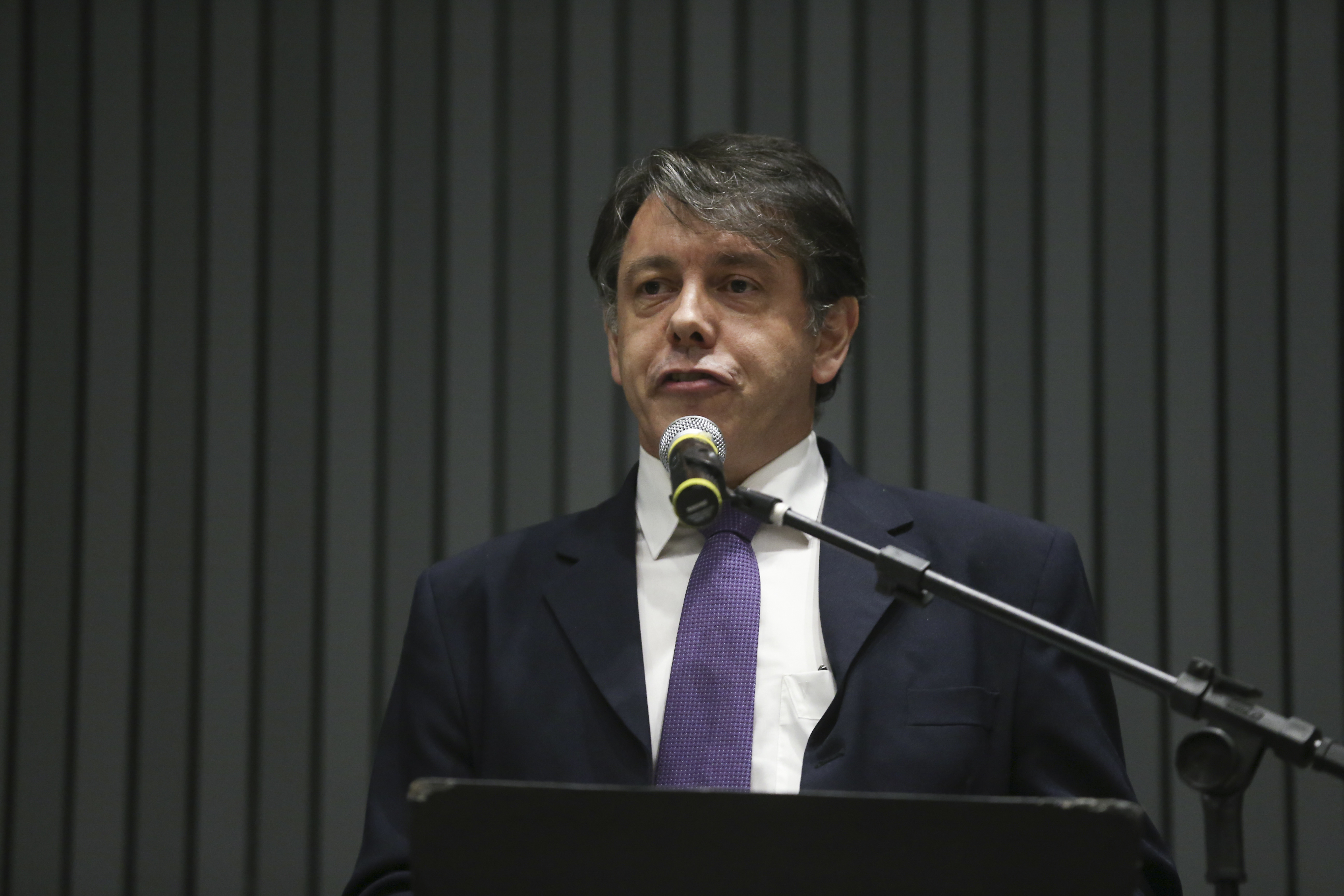
Marcelo Viana

Marcelo Viana (* 4. März 1962 in Rio de Janeiro) ist ein brasilianischer Mathematiker, der sich mit dynamischen Systemen und Chaostheorie beschäftigt.
Viana ist der Sohn portugiesischer Einwanderer. Er wuchs in Portugal auf und studierte dort an der Universität von Porto (Abschluss 1984). 1990 promovierte er am Mathematikinstitut IMPA (Instituto de Matemática Pura e Aplicada) in Rio de Janeiro (Seltsame Attraktoren in Mannigfaltigkeiten beliebiger Dimension) bei Jacob Palis. Danach war er als Post-Doc an der University of California, Los Angeles und der Princeton University. Er ist heute Professor am IMPA in Rio de Janeiro. 2004 bis 2007 war er dessen Deputy Director. Viana war unter anderem Gastprofessor an der ETH Zürich, der Universität Paris-Süd, am Institut des Hautes Études Scientifiques (IHES) und der Universität Dijon.
Viana befasst sich mit chaotischen dynamischen Systemen und insbesondere mit der Existenz von Seltsamen Attraktoren. Nach dem Beweis der Existenz Seltsamer Attraktoren durch Lennart Carleson und Michael Benedicks in der Henon-Abbildung zeigte er mit Leonardo Mora deren Häufigkeit in einer allgemeineren Klasse von Abbildungen (mit homokliner Bifurkation), eine Vermutung von Jacob Palis beweisend. Für Abbildungen mit Bifurkationen über Sattelpunkt-Zyklen wies er ebenfalls die Existenz seltsamer Attraktoren nach. Viana fand auch neue Typen des Lorenz Attraktors in mehr als drei Dimensionen (mit beliebiger Dimension der Expansionsrichtungen).
Er verallgemeinerte mit Palis auch einen Satz von Newhouse aus den 1970er Jahren auf höhere Dimensionen. Der Satz behauptet, dass in der Nachbarschaft eines Diffeomorphismus mit homokliner Tangente viele Diffeomorphismen existieren, die unendlich viele anziehende periodische Orbits haben.
2001 löste er mit Michael Benedicks ein von David Ruelle und Jakow Sinai in den 1970er Jahren gestelltes Problem für Attraktoren vom Hénon-Typ (zu beweisen, dass dessen Einzugsbereich, das Basin of Attraction, keine „Löcher“ hat).
2005 bewies er mit Artur Avila eine Vermutung von Maxim Kontsevich und Anton Zorich über die Lyapunov-Exponenten des Teichmüller-Flusses auf dem Modulraum abelscher Differentiale auf kompakten Riemannschen Flächen (nämlich dass die nicht-trivialen Lyapunov-Exponenten alle verschieden sind).
1994 war er Invited Speaker auf dem Internationalen Mathematikerkongress (ICM) in Zürich (Homoclinic bifurcations and persistance of non uniformly hyperbolic attractors) und 1998 hielt er einen Plenarvortrag auf dem ICM in Berlin (Dynamics: a probabilistic and geometric perspective). 1994 hielt er einen Plenarvortrag auf dem Internationalen Kongress der Mathematischen Physiker in Paris (Chaotic dynamical behaviour). Er ist Chef des Organisationskomitees für den ICM 2018 in Rio de Janeiro.
1993/4 war er Guggenheim Fellow. Seit 1995 ist er im Rat der Brasilianischen Mathematischen Gesellschaft (und ab 2009 deren Vizepräsident) und seit 1997 Mitglied der Brasilianischen Akademie der Wissenschaften. 2000 erhielt er das Großkreuz des Nationalen Ordens für Wissenschaftliche Verdienste in Brasilien. 2005 erhielt er den ICTP Ramanujan Prize in Triest. Seit 2009 ist er Mitglied der chilenischen Akademie der Wissenschaften. 1998 erhielt er den Mathematikpreis der Third World Academy of Sciences.

## Schriften
- mit Christian Bonatti, Lorenzo Diaz: Dynamics beyond uniform hyperbolicity, Springer 2004 (Encyclopedia of Mathematical Sciences)
- What´s new on Lorenz Attractors ?, Mathematical Intelligencer 2000, Heft 3
- Dynamical systems – moving into the next century in Björn Engquist, Wilfried Schmid (Herausgeber) Mathematics Unlimited – 2001 and beyond, Springer 2001
- mit Mora: Abundance of strange attractors. Acta Math. 171 (1993), no. 1, 1–71
- mit Palis: High dimension diffeomorphisms displaying infinitely many periodic attractors. Ann. of Math. (2) 140 (1994), no. 1, 207–250.
- Homoclinic bifurcations and persistence of nonuniformly hyperbolic attractors.  Proceedings of the International Congress of Mathematicians, Vol. 1, 2 (Zürich, 1994), 1221–1229, Birkhäuser, Basel, 1995.
- Dynamics: a probabilistic and geometric perspective. Proceedings of the International Congress of Mathematicians, Vol. I (Berlin, 1998). Doc. Math. 1998, Extra Vol. I, 557–578
- mit Alves, Bonatti: SRB measures for partially hyperbolic systems whose central direction is mostly expanding. Invent. Math.  140 (2000), no. 2, 351–398.
- mit Bochi: The Lyapunov exponents of generic volume-preserving and symplectic maps. Ann. of Math. (2) 161 (2005), no. 3, 1423–1485.
- mit Ávila: Simplicity of Lyapunov spectra: proof of the Zorich-Kontsevich conjecture. Acta Math. 198 (2007), no. 1, 1–56.
- mit Ávila: Extremal Lyapunov exponents: an invariance principle and applications. Invent. Math.  181  (2010),  no. 1, 115–189.
- mit Liao, Yang: The entropy conjecture for diffeomorphisms away from tangencies. J. Eur. Math. Soc. (JEMS) 15 (2013), no. 6, 2043–2060.